# Neuler
Neuler település Németországban, azon belül Baden-Württembergben. Lakosainak száma 3271 fő (2023. december 31.).

## Népesség
A település népessége az elmúlt években az alábbi módon változott:
| Lakosok száma | 1790 | 1864 | 2151 | 2449 | 2510 | 2892 | 3024 | 3100 | 3114 | 3271 |
|               | 1961 | 1967 | 1974 | 1980 | 1986 | 1993 | 1999 | 2005 | 2012 | 2023 |